# Hermien Peters
Hermien Peters (Hechtel-Eksel, 19 de noviembre de 1994) es una deportista belga que compite en piragüismo en la modalidad de aguas tranquilas. Su hermano Artuur compite en el mismo deporte.
Ganó dos medallas de bronce en el Campeonato Mundial de Piragüismo, en los años 2021 y 2022, y tres medallas en el Campeonato Europeo de Piragüismo, en los años 2018 y 2022.
Participó en los Juegos Olímpicos de Tokio 2020, ocupando el sexto lugar en la prueba de K1 500 m.

## Palmarés internacional
| Campeonato Mundial | Campeonato Mundial     | Campeonato Mundial | Campeonato Mundial |
| Año                | Lugar                  | Medalla            | Competición        |
| ------------------ | ---------------------- | ------------------ | ------------------ |
| 2021               | Copenhague (Dinamarca) | Medalla de bronce  | K2 500 m           |
| 2022               | Halifax (Canadá)       | Medalla de bronce  | K2 500 m           |
| Campeonato Europeo |                        |                    |                    |
| Año                | Lugar                  | Medalla            | Competición        |
| 2018               | Belgrado (Serbia)      | Medalla de bronce  | K2 500 m           |
| 2018               | Belgrado (Serbia)      | Medalla de bronce  | K1 5000 m          |
| 2022               | Múnich (Alemania)      | Medalla de plata   | K2 500 m           |